# De Cock en de levende dode
 De Cock en  de levende dode  is het vijfëntachtigste deel van de Nederlandse detectiveserie De Cock. 

## Hoofdrolspelers
- Het recherchetrio Jurre de Cock, Dick Vledder en Appie Keizer
- Corneel Buitendam, commissaris bureau Warmoesstraat, getuige
- Tweelingzusjes Iris en Noortje Blom
- Het echtpaar Paul en jonkvrouw Irene Schoonhoven
- Mikus(Miki) Sergejevitsj Novikov, balletmeester

## Plot
Tijdens de langverwachte verbouwing van het bureau Warmoesstraat, wordt een klassiek waterlijk uit De Amstel gevist. Dokter Zeldenrust houdt het op een Rus die een fikse klap op zijn hoofd heeft gehad, en als er een Rus vermist wordt gemeld is de identiteit snel vastgesteld. Via Het Nationale Ballet komt de recherche achter de naam, Miki Sergejevitsj Novikov, balletmeester. Als filantroop Paul Schoonhoven in zijn villa in Amsterdam vermoord wordt gevonden komt commissaris Buitendam nadrukkelijk in beeld. Hij is bevriend met het echtpaar en vlak voor zijn dood heeft Paul geprobeerd Corneel telefonisch te bereiken.
Via diepgravend recherchewerk komt De Cock erachter dat bij zijn terugkeer uit Sint-Petersburg naar Amsterdam, Miki bang was geworden voor spoken. De tweelingzusjes Blom brachten hem in grote verwarring. Paul had zich in het verleden beziggehouden met een variant op de Roze Balletten in zijn villa aan de Koningslaan, waar vooral jonge dansers van het Ballet zich voor hadden geleend. 
Met behulp van stagiaire Lotty komt De Cock met een gebruikelijke val, waarbij de twee moorden aan het daglicht komen. Miki chanteerde de familie Schoonhoven met historische foto’s van de roze-ballet-bijeenkomsten. In een uit de hand gelopen gesprek slaat Irene hem de Amstel in. Haar man wordt na een ophelderend gesprek door haar abrupt doodgestoken.
In het afsluitend gesprek bij De Cock thuis is dit keer ook commissaris Buitendam aanwezig. Jurre legt het allemaal nog eens haarfijn uit, ook dat Paul vlak voordat hij werd vermoord, de commissaris had proberen te bellen om hulp.